# Roberto Melgrati
Roberto Melgrati (Cormano, 19 febbraio 1947 – Como, 30 gennaio 2024) è stato un calciatore e allenatore di calcio italiano, di ruolo terzino.

## Carriera

### Giocatore

Melgrati (accosciato, secondo da destra) nel Legnano 1968-1969

Dopo gli esordi nel Legnano divenne una bandiera del Como, dove militò pressoché stabilmente dal 1970 al 1980 totalizzando 254 presenze in campionato – sesto più presente della storia lariana –; in maglia blu disputò sette campionati in Serie B, uno in Serie A e uno di Serie C1, centrando due promozioni in massima serie (1974-1975 e 1979-1980) e ricoprendo a lungo il ruolo di capitano. L'unica eccezione in questa lunga militanza lariana fu rappresentata da una parentesi al Perugia nel campionato 1972-1973.
Nel 1980, dopo il ritorno del Como in Serie A, si trasferì nella vicina Chiasso per disputare con la compagine locale tre campionati di Lega Nazionale A, la massima serie svizzera, per 49 presenze complessive.
In carriera totalizzò 22 presenze in Serie A, con una rete nello storico successo per 3-0 sull'Inter del 16 novembre 1975, e 224 presenze e una rete in Serie B.

### Allenatore
Cessata l'attività agonistica intraprese quella di allenatore, guidando fra l'altro la Pro Patria nel triennio 1984-1987.

## Palmarès

### Giocatore
- Campionato italiano Serie C1: 1

Como: 1978-1979 (girone A)
- Campionato italiano di Serie B: 1

Como: 1979-1980